# 有孔虫
有孔蟲界（学名：Rhizaria）為原生生物的一條主線。它們的形態差別很大，但主要部分均為變形蟲狀（amoeboid）並有絲狀、網狀或小管型支撐的假足。它們部分會製造可能有複雜結構的外殼或骨架，而這些外殼或骨架成為絕大部分的原生動物化石。它們差不多全部都擁有管狀脊的線粒體。有孔蟲界分為三類：
- 絲足蟲類 - 各種各樣的阿米巴及鞭毛蟲（flagellates），通常擁有絲狀的假足，在土壤十分常見。
- 有孔蟲門 - 變形蟲狀、擁有網狀假足，通常為海洋的底棲生物（benthos）。
- 放射蟲門 - 變形蟲狀、擁有軸足（axopods），通常為海洋的浮游生物（plankton）

其他類別有可能被歸入絲足蟲類，但部分分支則較為接近有孔蟲門。她們為Phytomyxea及Ascetosporea，分別為植物及動物的寄生生物，與及特別的阿米巴Gromia。有孔蟲界的不同組別主要因為基因上的相似性而被認為是近親。她們亦被認為是絲足蟲類的伸延。有孔蟲界的名稱Rhizaria由Cavalier-Smith在2002年提出，他亦提出了Apusozoa及centrohelid的名稱。

## 進化關係

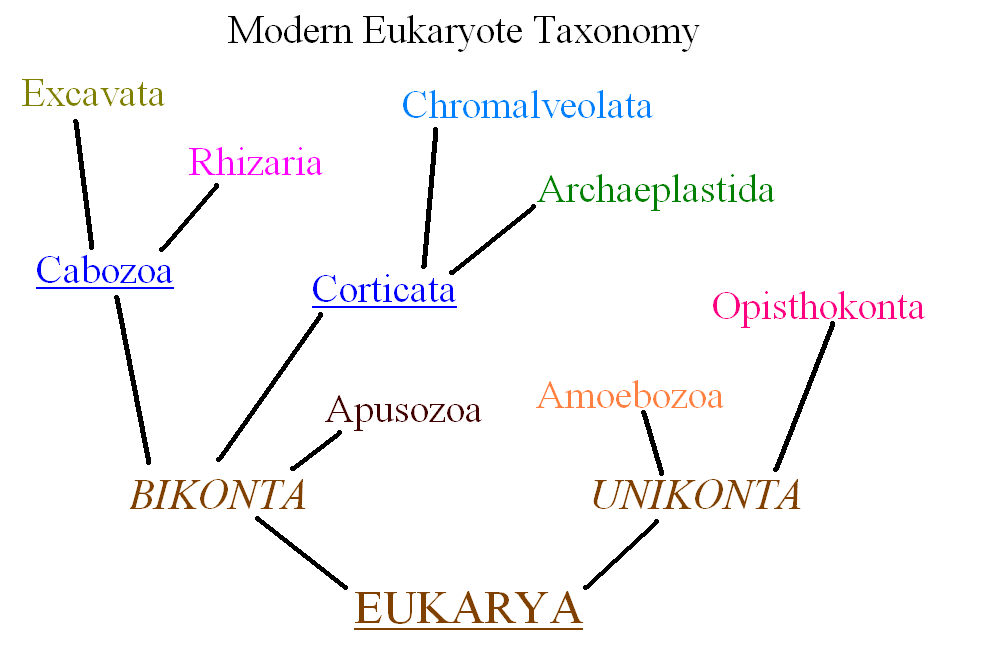
現代真核生物分類

### 與其他界別的關係
有孔蟲界為雙鞭毛生物分支的一部分，亦包含泛植物（Archaeplastida）、囊泡藻（Chromalveolata）、古虫界（Excavata）與及其他較小、未分類的組別例如无根虫门（Apusozoa）及Centrohelid。和其他雙鞭毛生物相同，她們均源自擁有兩個鞭毛的真核異養生物（heterotrophic）。亦有想法認為有孔蟲界與古虫界有與其他組別相比，在分支稱為（Cabozoa）中有較深的關係。

### 歷史上其分類的演化
歷史上很多有孔蟲界的生物因為其機動性及異養性而被認為是動物。但自從五界系統（Five-kingdom system）替代動植物生物的二分法（dichotomy）成為主流後，有孔蟲界被當為原生生物界。接著，卡尔·乌斯（Carl Woese）刊出其三域系統。因為無核生物界（或稱為原核界，Monera）是并系群，分類學者把注意力轉移在真核生物領域及原生生物（Protista）的固有并系群上。經過大量討論後，現在討論仍然持續，有孔蟲界被歸類為有效的單系群分類。

## 外部連結
- Molecular Phylogeny of Amoeboid Protists - Tree of Rhizaria